# Вулиця Алітуська (Кременчук)
Вулиця Алітуська — одна з центральних вулиць Кременчука. Протяжність близько 500 метрів. 
Вулиця носить назву на честь міста-побратима Алітус (Литва).

## Розташування
Вулиця розташована в центрі міста. Починається з Університетської вул. та прямує на північний захід, де закінчується між Придніпровським парком і площею Перемоги.
Проходить крізь такі вулиці (з початку вулиці до кінця):
- Павлівська
- Поштовий пров.

## Будівлі та об'єкти
- Буд. № 12
  - Асоціація сприяння міжнародному бізнесу та розвитку[1]
  - Редакція газети «Вісник Кременчука»[2]